# Vuelta al Algarve 2023
La 49.ª edición de la competición ciclista Vuelta al Algarve fue una carrera de ciclismo en ruta por etapas que se celebró entre el 15 y el 19 de febrero de 2023 en Portugal con inicio en la ciudad de Portimão y final en la ciudad de Lagoa, sobre una distancia total de 791,9 kilómetros.
La carrera formó parte del UCI ProSeries 2023, calendario ciclístico mundial de segunda división, dentro de la categoría UCI 2.Pro y fue ganada por el colombiano Daniel Felipe Martínez del INEOS Grenadiers. Completaron el podio, como segundo y tercer clasificado respectivamente, el italiano Filippo Ganna del mismo equipo que el vencedor y el belga Ilan Van Wilder del Soudal Quick-Step.

## Equipos participantes
Tomaron parte en la carrera 25 equipos: 12 de categoría UCI WorldTeam invitados por la organización, 4 de categoría UCI ProTeam y 9 de categoría Continental. Formaron así un pelotón de 173 ciclistas de los que acabaron 135. Los equipos participantes fueron:
| WorldTeams (12)- Alpecin-Deceuninck - Arkéa-Samsic - Bora-Hansgrohe - EF Education-EasyPost - Groupama-FDJ - Ineos Grenadiers - Intermarché-Circus-Wanty - Jumbo-Visma - Soudal Quick-Step - Team DSM - Trek-Segafredo - UAE Team Emirates ProTeams (4)- Caja Rural-Seguros RGA - Human Powered Health - Tudor Pro Cycling Team - Uno-X Pro Cycling Team Equipos continentales (9)- ABTF Betão-Feirense - AP Hotels & Resorts-Tavira-SC Farense - Aviludo-Louletano-Loulé Concelho - Credibom-La Alumínios-Marcos Car - Efapel Cycling - Glassdrive-Q8-Anicolor - Kelly-Simoldes-UDO - Rádio Popular-Paredes-Boavista - Tavfer-Ovos Matinados-Mortágua |
| |

## Recorrido
La Vuelta al Algarve dispuso de cinco etapas dividido en dos etapas llanas, una etapa de media montaña, una etapa de alta montaña, y una contrarreloj individual en la última etapa, para un recorrido total de 754,71 kilómetros.
| Etapa     | Fecha     | Recorrido                  | type                    | Distancia (km) | Desnivel (m) | Ganador            | Líder                  |
| --------- | --------- | -------------------------- | ----------------------- | -------------- | ------------ | ------------------ | ---------------------- |
| 1.ª etapa | 15 de feb | Portimão – Lagos           | etapa llana             | 200,2          | 2301 m       | Alexander Kristoff | Alexander Kristoff     |
| 2.ª etapa | 16 de feb | Sagres – Foia              | etapa de montaña        | 186,3          | 3411 m       | Magnus Cort        | Magnus Cort            |
| 3.ª etapa | 17 de feb | Faro – Tavira              | etapa llana             | 203,1          | 2369 m       | Magnus Cort        | Magnus Cort            |
| 4.ª etapa | 18 de feb | Albufeira – Alto do Malhão | etapa escarpada         | 177,9          | 3203 m       | Thomas Pidcock     | Thomas Pidcock         |
| 5.ª etapa | 19 de feb | Lagoa – Lagoa              | contrarreloj individual | 24,4           | 308 m        | Stefan Küng        | Daniel Felipe Martínez |

## Desarrollo de la carrera

### 1.ª etapa
| Portimão - Lagos | etapa llana | (200,2 km) |

| \| Clasificación de la etapa \| Clasificación de la etapa \| Clasificación de la etapa \| Clasificación de la etapa \| Clasificación de la etapa \| \| Ciclista \| Ciclista \| Equipo \| Tiempo \| \| \| ------------------------- \| ------------------------- \| ------------------------- \| ------------------------- \| ------------------------- \| \| 1.º \| Alexander Kristoff \| Uno-X Pro Cycling Team \| 4 h 49 min 25 s \| \| \| 2.º \| Jordi Meeus \| Bora-Hansgrohe \| + 0 s \| \| \| 3.º \| Søren Wærenskjold \| Uno-X Pro Cycling Team \| + 0 s \| \| \| 4.º \| Fabio Jakobsen \| Soudal Quick-Step \| + 0 s \| \| \| 5.º \| Pavel Bittner \| Team DSM \| + 0 s \| \| \| 6.º \| Paul Penhoët \| Groupama-FDJ \| + 0 s \| \| \| 7.º \| Natnael Tesfatsion \| Trek-Segafredo \| + 0 s \| \| \| 8.º \| Timo Kielich \| Alpecin-Deceuninck \| + 0 s \| \| \| 9.º \| Edward Theuns \| Trek-Segafredo \| + 0 s \| \| \| 10.º \| Tim Van Dijke \| Jumbo-Visma \| + 0 s \| \| |                    |                        |                 |
| |                    |                        |                 |
| Fuente: ProCyclingStats |                    |                        |                 |
| Clasificación de la etapa |                    |                        |                 |
| Ciclista | Ciclista           | Equipo                 | Tiempo          |
| 1.º | Alexander Kristoff | Uno-X Pro Cycling Team | 4 h 49 min 25 s |
| 2.º | Jordi Meeus        | Bora-Hansgrohe         | + 0 s           |
| 3.º | Søren Wærenskjold  | Uno-X Pro Cycling Team | + 0 s           |
| 4.º | Fabio Jakobsen     | Soudal Quick-Step      | + 0 s           |
| 5.º | Pavel Bittner      | Team DSM               | + 0 s           |
| 6.º | Paul Penhoët       | Groupama-FDJ           | + 0 s           |
| 7.º | Natnael Tesfatsion | Trek-Segafredo         | + 0 s           |
| 8.º | Timo Kielich       | Alpecin-Deceuninck     | + 0 s           |
| 9.º | Edward Theuns      | Trek-Segafredo         | + 0 s           |
| 10.º | Tim Van Dijke      | Jumbo-Visma            | + 0 s           |

| \| Clasificación general \| Clasificación general \| Clasificación general \| Clasificación general \| Clasificación general \| \| Ciclista \| Ciclista \| Equipo \| Tiempo \| \| \| --------------------- \| --------------------- \| ---------------------- \| --------------------- \| --------------------- \| \| 1.º \| Alexander Kristoff \| Uno-X Pro Cycling Team \| 4 h 49 min 15 s \| \| \| 2.º \| Jordi Meeus \| Bora-Hansgrohe \| + 4 s \| \| \| 3.º \| Søren Wærenskjold \| Uno-X Pro Cycling Team \| + 6 s \| \| \| 4.º \| Fabio Jakobsen \| Soudal Quick-Step \| + 10 s \| \| \| 5.º \| Pavel Bittner \| Team DSM \| + 10 s \| \| \| 6.º \| Paul Penhoët \| Groupama-FDJ \| + 10 s \| \| \| 7.º \| Natnael Tesfatsion \| Trek-Segafredo \| + 10 s \| \| \| 8.º \| Timo Kielich \| Alpecin-Deceuninck \| + 10 s \| \| \| 9.º \| Edward Theuns \| Trek-Segafredo \| + 10 s \| \| \| 10.º \| Tim Van Dijke \| Jumbo-Visma \| + 10 s \| \| |                    |                        |                 |
| |                    |                        |                 |
| Fuente: ProCyclingStats |                    |                        |                 |
| Clasificación general |                    |                        |                 |
| Ciclista | Ciclista           | Equipo                 | Tiempo          |
| 1.º | Alexander Kristoff | Uno-X Pro Cycling Team | 4 h 49 min 15 s |
| 2.º | Jordi Meeus        | Bora-Hansgrohe         | + 4 s           |
| 3.º | Søren Wærenskjold  | Uno-X Pro Cycling Team | + 6 s           |
| 4.º | Fabio Jakobsen     | Soudal Quick-Step      | + 10 s          |
| 5.º | Pavel Bittner      | Team DSM               | + 10 s          |
| 6.º | Paul Penhoët       | Groupama-FDJ           | + 10 s          |
| 7.º | Natnael Tesfatsion | Trek-Segafredo         | + 10 s          |
| 8.º | Timo Kielich       | Alpecin-Deceuninck     | + 10 s          |
| 9.º | Edward Theuns      | Trek-Segafredo         | + 10 s          |
| 10.º | Tim Van Dijke      | Jumbo-Visma            | + 10 s          |

### 2.ª etapa
| Sagres - Foia | etapa de montaña | (186,3 km) |

| \| Clasificación de la etapa \| Clasificación de la etapa \| Clasificación de la etapa \| Clasificación de la etapa \| Clasificación de la etapa \| \| Ciclista \| Ciclista \| Equipo \| Tiempo \| \| \| ------------------------- \| ------------------------- \| ------------------------- \| ------------------------- \| ------------------------- \| \| 1.º \| Magnus Cort \| EF Education-EasyPost \| 5 h 07 min 05 s \| \| \| 2.º \| Ilan Van Wilder \| Soudal Quick-Step \| + 0 s \| \| \| 3.º \| Rui Alberto Costa \| Intermarché-Circus-Wanty \| + 0 s \| \| \| 4.º \| Valentin Madouas \| Groupama-FDJ \| + 0 s \| \| \| 5.º \| Jai Hindley \| Bora-Hansgrohe \| + 0 s \| \| \| 6.º \| Rune Herregodts \| Intermarché-Circus-Wanty \| + 2 s \| \| \| 7.º \| Nicola Conci \| Alpecin-Deceuninck \| + 2 s \| \| \| 8.º \| Thomas Pidcock \| Ineos Grenadiers \| + 2 s \| \| \| 9.º \| Kevin Vermaerke \| Team DSM \| + 2 s \| \| \| 10.º \| Bauke Mollema \| Trek-Segafredo \| + 2 s \| \| |                   |                          |                 |
| |                   |                          |                 |
| Fuente: ProCyclingStats |                   |                          |                 |
| Clasificación de la etapa |                   |                          |                 |
| Ciclista | Ciclista          | Equipo                   | Tiempo          |
| 1.º | Magnus Cort       | EF Education-EasyPost    | 5 h 07 min 05 s |
| 2.º | Ilan Van Wilder   | Soudal Quick-Step        | + 0 s           |
| 3.º | Rui Alberto Costa | Intermarché-Circus-Wanty | + 0 s           |
| 4.º | Valentin Madouas  | Groupama-FDJ             | + 0 s           |
| 5.º | Jai Hindley       | Bora-Hansgrohe           | + 0 s           |
| 6.º | Rune Herregodts   | Intermarché-Circus-Wanty | + 2 s           |
| 7.º | Nicola Conci      | Alpecin-Deceuninck       | + 2 s           |
| 8.º | Thomas Pidcock    | Ineos Grenadiers         | + 2 s           |
| 9.º | Kevin Vermaerke   | Team DSM                 | + 2 s           |
| 10.º | Bauke Mollema     | Trek-Segafredo           | + 2 s           |

| \| Clasificación general \| Clasificación general \| Clasificación general \| Clasificación general \| Clasificación general \| \| Ciclista \| Ciclista \| Equipo \| Tiempo \| \| \| --------------------- \| --------------------- \| ------------------------ \| --------------------- \| --------------------- \| \| 1.º \| Magnus Cort \| EF Education-EasyPost \| 9 h 56 min 20 s \| \| \| 2.º \| Ilan Van Wilder \| Soudal Quick-Step \| + 4 s \| \| \| 3.º \| Rui Alberto Costa \| Intermarché-Circus-Wanty \| + 6 s \| \| \| 4.º \| Jai Hindley \| Bora-Hansgrohe \| + 10 s \| \| \| 5.º \| Valentin Madouas \| Groupama-FDJ \| + 10 s \| \| \| 6.º \| Tobias Foss \| Jumbo-Visma \| + 12 s \| \| \| 7.º \| Bauke Mollema \| Trek-Segafredo \| + 12 s \| \| \| 8.º \| Nicola Conci \| Alpecin-Deceuninck \| + 12 s \| \| \| 9.º \| João Almeida \| UAE Team Emirates \| + 12 s \| \| \| 10.º \| Sergio Higuita \| Bora-Hansgrohe \| + 12 s \| \| |                   |                          |                 |
| |                   |                          |                 |
| Fuente: ProCyclingStats |                   |                          |                 |
| Clasificación general |                   |                          |                 |
| Ciclista | Ciclista          | Equipo                   | Tiempo          |
| 1.º | Magnus Cort       | EF Education-EasyPost    | 9 h 56 min 20 s |
| 2.º | Ilan Van Wilder   | Soudal Quick-Step        | + 4 s           |
| 3.º | Rui Alberto Costa | Intermarché-Circus-Wanty | + 6 s           |
| 4.º | Jai Hindley       | Bora-Hansgrohe           | + 10 s          |
| 5.º | Valentin Madouas  | Groupama-FDJ             | + 10 s          |
| 6.º | Tobias Foss       | Jumbo-Visma              | + 12 s          |
| 7.º | Bauke Mollema     | Trek-Segafredo           | + 12 s          |
| 8.º | Nicola Conci      | Alpecin-Deceuninck       | + 12 s          |
| 9.º | João Almeida      | UAE Team Emirates        | + 12 s          |
| 10.º | Sergio Higuita    | Bora-Hansgrohe           | + 12 s          |

### 3.ª etapa
| Faro - Tavira | etapa llana | (203,1 km) |

| \| Clasificación de la etapa \| Clasificación de la etapa \| Clasificación de la etapa \| Clasificación de la etapa \| Clasificación de la etapa \| \| Ciclista \| Ciclista \| Equipo \| Tiempo \| \| \| ------------------------- \| ------------------------- \| ------------------------- \| ------------------------- \| ------------------------- \| \| 1.º \| Magnus Cort \| EF Education-EasyPost \| 5 h 05 min 14 s \| \| \| 2.º \| Filippo Ganna \| Ineos Grenadiers \| + 0 s \| \| \| 3.º \| Jordi Meeus \| Bora-Hansgrohe \| + 0 s \| \| \| 4.º \| Paul Penhoët \| Groupama-FDJ \| + 0 s \| \| \| 5.º \| Valentin Madouas \| Groupama-FDJ \| + 0 s \| \| \| 6.º \| Rui Oliveira \| UAE Team Emirates \| + 0 s \| \| \| 7.º \| Rui Alberto Costa \| Intermarché-Circus-Wanty \| + 0 s \| \| \| 8.º \| Tobias Foss \| Jumbo-Visma \| + 0 s \| \| \| 9.º \| Edward Theuns \| Trek-Segafredo \| + 0 s \| \| \| 10.º \| Lewis Askey \| Groupama-FDJ \| + 0 s \| \| |                   |                          |                 |
| |                   |                          |                 |
| Fuente: ProCyclingStats |                   |                          |                 |
| Clasificación de la etapa |                   |                          |                 |
| Ciclista | Ciclista          | Equipo                   | Tiempo          |
| 1.º | Magnus Cort       | EF Education-EasyPost    | 5 h 05 min 14 s |
| 2.º | Filippo Ganna     | Ineos Grenadiers         | + 0 s           |
| 3.º | Jordi Meeus       | Bora-Hansgrohe           | + 0 s           |
| 4.º | Paul Penhoët      | Groupama-FDJ             | + 0 s           |
| 5.º | Valentin Madouas  | Groupama-FDJ             | + 0 s           |
| 6.º | Rui Oliveira      | UAE Team Emirates        | + 0 s           |
| 7.º | Rui Alberto Costa | Intermarché-Circus-Wanty | + 0 s           |
| 8.º | Tobias Foss       | Jumbo-Visma              | + 0 s           |
| 9.º | Edward Theuns     | Trek-Segafredo           | + 0 s           |
| 10.º | Lewis Askey       | Groupama-FDJ             | + 0 s           |

| \| Clasificación general \| Clasificación general \| Clasificación general \| Clasificación general \| Clasificación general \| \| Ciclista \| Ciclista \| Equipo \| Tiempo \| \| \| --------------------- \| --------------------- \| ------------------------ \| --------------------- \| --------------------- \| \| 1.º \| Magnus Cort \| EF Education-EasyPost \| 15 h 01 min 18 s \| \| \| 2.º \| Rui Alberto Costa \| Intermarché-Circus-Wanty \| + 18 s \| \| \| 3.º \| Ilan Van Wilder \| Soudal Quick-Step \| + 20 s \| \| \| 4.º \| Valentin Madouas \| Groupama-FDJ \| + 26 s \| \| \| 5.º \| Jai Hindley \| Bora-Hansgrohe \| + 26 s \| \| \| 6.º \| Thomas Pidcock \| Ineos Grenadiers \| + 26 s \| \| \| 7.º \| Filippo Ganna \| Ineos Grenadiers \| + 27 s \| \| \| 8.º \| Tobias Foss \| Jumbo-Visma \| + 28 s \| \| \| 9.º \| Bauke Mollema \| Trek-Segafredo \| + 28 s \| \| \| 10.º \| João Almeida \| UAE Team Emirates \| + 28 s \| \| |                   |                          |                  |
| |                   |                          |                  |
| Fuente: ProCyclingStats |                   |                          |                  |
| Clasificación general |                   |                          |                  |
| Ciclista | Ciclista          | Equipo                   | Tiempo           |
| 1.º | Magnus Cort       | EF Education-EasyPost    | 15 h 01 min 18 s |
| 2.º | Rui Alberto Costa | Intermarché-Circus-Wanty | + 18 s           |
| 3.º | Ilan Van Wilder   | Soudal Quick-Step        | + 20 s           |
| 4.º | Valentin Madouas  | Groupama-FDJ             | + 26 s           |
| 5.º | Jai Hindley       | Bora-Hansgrohe           | + 26 s           |
| 6.º | Thomas Pidcock    | Ineos Grenadiers         | + 26 s           |
| 7.º | Filippo Ganna     | Ineos Grenadiers         | + 27 s           |
| 8.º | Tobias Foss       | Jumbo-Visma              | + 28 s           |
| 9.º | Bauke Mollema     | Trek-Segafredo           | + 28 s           |
| 10.º | João Almeida      | UAE Team Emirates        | + 28 s           |

### 4.ª etapa
| Albufeira - Alto do Malhão | etapa escarpada | (177,9 km) |

| \| Clasificación de la etapa \| Clasificación de la etapa \| Clasificación de la etapa \| Clasificación de la etapa \| Clasificación de la etapa \| \| Ciclista \| Ciclista \| Equipo \| Tiempo \| \| \| ------------------------- \| ------------------------- \| ------------------------- \| ------------------------- \| ------------------------- \| \| 1.º \| Thomas Pidcock \| Ineos Grenadiers \| 4 h 28 min 39 s \| \| \| 2.º \| João Almeida \| UAE Team Emirates \| + 1 s \| \| \| 3.º \| Ilan Van Wilder \| Soudal Quick-Step \| + 5 s \| \| \| 4.º \| Sergio Higuita \| Bora-Hansgrohe \| + 5 s \| \| \| 5.º \| Jai Hindley \| Bora-Hansgrohe \| + 11 s \| \| \| 6.º \| Daniel Felipe Martínez \| Ineos Grenadiers \| + 11 s \| \| \| 7.º \| Oscar Onley \| Team DSM \| + 14 s \| \| \| 8.º \| Bauke Mollema \| Trek-Segafredo \| + 20 s \| \| \| 9.º \| Tobias Foss \| Jumbo-Visma \| + 20 s \| \| \| 10.º \| Filippo Ganna \| Ineos Grenadiers \| + 20 s \| \| |                        |                   |                 |
| |                        |                   |                 |
| Fuente: ProCyclingStats |                        |                   |                 |
| Clasificación de la etapa |                        |                   |                 |
| Ciclista | Ciclista               | Equipo            | Tiempo          |
| 1.º | Thomas Pidcock         | Ineos Grenadiers  | 4 h 28 min 39 s |
| 2.º | João Almeida           | UAE Team Emirates | + 1 s           |
| 3.º | Ilan Van Wilder        | Soudal Quick-Step | + 5 s           |
| 4.º | Sergio Higuita         | Bora-Hansgrohe    | + 5 s           |
| 5.º | Jai Hindley            | Bora-Hansgrohe    | + 11 s          |
| 6.º | Daniel Felipe Martínez | Ineos Grenadiers  | + 11 s          |
| 7.º | Oscar Onley            | Team DSM          | + 14 s          |
| 8.º | Bauke Mollema          | Trek-Segafredo    | + 20 s          |
| 9.º | Tobias Foss            | Jumbo-Visma       | + 20 s          |
| 10.º | Filippo Ganna          | Ineos Grenadiers  | + 20 s          |

| \| Clasificación general \| Clasificación general \| Clasificación general \| Clasificación general \| Clasificación general \| \| Ciclista \| Ciclista \| Equipo \| Tiempo \| \| \| --------------------- \| ---------------------- \| ------------------------ \| --------------------- \| --------------------- \| \| 1.º \| Thomas Pidcock \| Ineos Grenadiers \| 19 h 30 min 13 s \| \| \| 2.º \| Ilan Van Wilder \| Soudal Quick-Step \| + 5 s \| \| \| 3.º \| João Almeida \| UAE Team Emirates \| + 7 s \| \| \| 4.º \| Sergio Higuita \| Bora-Hansgrohe \| + 17 s \| \| \| 5.º \| Jai Hindley \| Bora-Hansgrohe \| + 21 s \| \| \| 6.º \| Rui Alberto Costa \| Intermarché-Circus-Wanty \| + 22 s \| \| \| 7.º \| Daniel Felipe Martínez \| Ineos Grenadiers \| + 23 s \| \| \| 8.º \| Magnus Cort \| EF Education-EasyPost \| + 27 s \| \| \| 9.º \| Filippo Ganna \| Ineos Grenadiers \| + 31 s \| \| \| 10.º \| Tobias Foss \| Jumbo-Visma \| + 32 s \| \| |                        |                          |                  |
| |                        |                          |                  |
| Fuente: ProCyclingStats |                        |                          |                  |
| Clasificación general |                        |                          |                  |
| Ciclista | Ciclista               | Equipo                   | Tiempo           |
| 1.º | Thomas Pidcock         | Ineos Grenadiers         | 19 h 30 min 13 s |
| 2.º | Ilan Van Wilder        | Soudal Quick-Step        | + 5 s            |
| 3.º | João Almeida           | UAE Team Emirates        | + 7 s            |
| 4.º | Sergio Higuita         | Bora-Hansgrohe           | + 17 s           |
| 5.º | Jai Hindley            | Bora-Hansgrohe           | + 21 s           |
| 6.º | Rui Alberto Costa      | Intermarché-Circus-Wanty | + 22 s           |
| 7.º | Daniel Felipe Martínez | Ineos Grenadiers         | + 23 s           |
| 8.º | Magnus Cort            | EF Education-EasyPost    | + 27 s           |
| 9.º | Filippo Ganna          | Ineos Grenadiers         | + 31 s           |
| 10.º | Tobias Foss            | Jumbo-Visma              | + 32 s           |

### 5.ª etapa
| Lagoa - Lagoa | contrarreloj individual | (24,4 km) |

| \| Clasificación de la etapa \| Clasificación de la etapa \| Clasificación de la etapa \| Clasificación de la etapa \| Clasificación de la etapa \| \| Ciclista \| Ciclista \| Equipo \| Tiempo \| \| \| ------------------------- \| ------------------------- \| ------------------------- \| ------------------------- \| ------------------------- \| \| 1.º \| Stefan Küng \| Groupama-FDJ \| 29 min 34 s \| \| \| 2.º \| Rémi Cavagna \| Soudal Quick-Step \| + 4 s \| \| \| 3.º \| Filippo Ganna \| Ineos Grenadiers \| + 10 s \| \| \| 4.º \| Daniel Felipe Martínez \| Ineos Grenadiers \| + 16 s \| \| \| 5.º \| Tobias Foss \| Jumbo-Visma \| + 29 s \| \| \| 6.º \| Thymen Arensman \| Ineos Grenadiers \| + 32 s \| \| \| 7.º \| Ilan Van Wilder \| Soudal Quick-Step \| + 49 s \| \| \| 8.º \| Bauke Mollema \| Trek-Segafredo \| + 56 s \| \| \| 9.º \| Nils Politt \| Bora-Hansgrohe \| + 1 min 03 s \| \| \| 10.º \| Rune Herregodts \| Intermarché-Circus-Wanty \| + 1 min 03 s \| \| |                        |                          |              |
| |                        |                          |              |
| Fuente: ProCyclingStats |                        |                          |              |
| Clasificación de la etapa |                        |                          |              |
| Ciclista | Ciclista               | Equipo                   | Tiempo       |
| 1.º | Stefan Küng            | Groupama-FDJ             | 29 min 34 s  |
| 2.º | Rémi Cavagna           | Soudal Quick-Step        | + 4 s        |
| 3.º | Filippo Ganna          | Ineos Grenadiers         | + 10 s       |
| 4.º | Daniel Felipe Martínez | Ineos Grenadiers         | + 16 s       |
| 5.º | Tobias Foss            | Jumbo-Visma              | + 29 s       |
| 6.º | Thymen Arensman        | Ineos Grenadiers         | + 32 s       |
| 7.º | Ilan Van Wilder        | Soudal Quick-Step        | + 49 s       |
| 8.º | Bauke Mollema          | Trek-Segafredo           | + 56 s       |
| 9.º | Nils Politt            | Bora-Hansgrohe           | + 1 min 03 s |
| 10.º | Rune Herregodts        | Intermarché-Circus-Wanty | + 1 min 03 s |

## Clasificaciones finales
- Las clasificaciones finalizaron de la siguiente forma:[4]

### Clasificación general
| \| Clasificación general \| Clasificación general \| Clasificación general \| Clasificación general \| Clasificación general \| \| Ciclista \| Ciclista \| Equipo \| Tiempo \| \| \| --------------------- \| ---------------------- \| ------------------------ \| --------------------- \| --------------------- \| \| 1.º \| Daniel Felipe Martínez \| Ineos Grenadiers \| 20 h 00 min 26 s \| \| \| 2.º \| Filippo Ganna \| Ineos Grenadiers \| + 2 s \| \| \| 3.º \| Ilan Van Wilder \| Soudal Quick-Step \| + 15 s \| \| \| 4.º \| Tobias Foss \| Jumbo-Visma \| + 22 s \| \| \| 5.º \| Stefan Küng \| Groupama-FDJ \| + 26 s \| \| \| 6.º \| João Almeida \| UAE Team Emirates \| + 40 s \| \| \| 7.º \| Thomas Pidcock \| Ineos Grenadiers \| + 48 s \| \| \| 8.º \| Bauke Mollema \| Trek-Segafredo \| + 49 s \| \| \| 9.º \| Magnus Cort \| EF Education-EasyPost \| + 55 s \| \| \| 10.º \| Rui Alberto Costa \| Intermarché-Circus-Wanty \| + 1 min 06 s \| \| |                        |                          |                  |
| |                        |                          |                  |
| Fuente: ProCyclingStats |                        |                          |                  |
| Clasificación general |                        |                          |                  |
| Ciclista | Ciclista               | Equipo                   | Tiempo           |
| 1.º | Daniel Felipe Martínez | Ineos Grenadiers         | 20 h 00 min 26 s |
| 2.º | Filippo Ganna          | Ineos Grenadiers         | + 2 s            |
| 3.º | Ilan Van Wilder        | Soudal Quick-Step        | + 15 s           |
| 4.º | Tobias Foss            | Jumbo-Visma              | + 22 s           |
| 5.º | Stefan Küng            | Groupama-FDJ             | + 26 s           |
| 6.º | João Almeida           | UAE Team Emirates        | + 40 s           |
| 7.º | Thomas Pidcock         | Ineos Grenadiers         | + 48 s           |
| 8.º | Bauke Mollema          | Trek-Segafredo           | + 49 s           |
| 9.º | Magnus Cort            | EF Education-EasyPost    | + 55 s           |
| 10.º | Rui Alberto Costa      | Intermarché-Circus-Wanty | + 1 min 06 s     |

### Clasificación de la montaña
| Clasificación de la montaña | Clasificación de la montaña | Clasificación de la montaña           | Clasificación de la montaña | Clasificación de la montaña |
| Ciclista                    | Ciclista                    | Equipo                                | Puntos                      |                             |
| --------------------------- | --------------------------- | ------------------------------------- | --------------------------- | --------------------------- |
| 1.º                         | Kasper Asgreen              | Soudal Quick-Step                     | 18 pts                      |                             |
| 2.º                         | Ilan Van Wilder             | Soudal Quick-Step                     | 13 pts                      |                             |
| 3.º                         | António Ferreira            | Kelly-Simoldes-UDO                    | 12 pts                      |                             |
| 4.º                         | Rafael Lourenço             | AP Hotels & Resorts-Tavira-SC Farense | 11 pts                      |                             |
| 5.º                         | Magnus Cort                 | EF Education-EasyPost                 | 10 pts                      |                             |
| 6.º                         | Thomas Pidcock              | Ineos Grenadiers                      | 6 pts                       |                             |
| 7.º                         | Kobe Goossens               | Intermarché-Circus-Wanty              | 6 pts                       |                             |
| 8.º                         | Rui Alberto Costa           | Intermarché-Circus-Wanty              | 6 pts                       |                             |
| 9.º                         | Mathias Vacek               | Trek-Segafredo                        | 6 pts                       |                             |
| 10.º                        | João Almeida                | UAE Team Emirates                     | 4 pts                       |                             |

### Clasificación de los puntos
| Clasificación por puntos | Clasificación por puntos | Clasificación por puntos | Clasificación por puntos | Clasificación por puntos |
| Ciclista                 | Ciclista                 | Equipo                   | Puntos                   |                          |
| ------------------------ | ------------------------ | ------------------------ | ------------------------ | ------------------------ |
| 1.º                      | Magnus Cort              | EF Education-EasyPost    | 46 pts                   |                          |
| 2.º                      | Jordi Meeus              | Bora-Hansgrohe           | 36 pts                   |                          |
| 3.º                      | Alexander Kristoff       | Uno-X Pro Cycling Team   | 25 pts                   |                          |
| 4.º                      | Ilan Van Wilder          | Soudal Quick-Step        | 22 pts                   |                          |
| 5.º                      | Filippo Ganna            | Ineos Grenadiers         | 21 pts                   |                          |
| 6.º                      | Paul Penhoët             | Groupama-FDJ             | 21 pts                   |                          |
| 7.º                      | Rui Alberto Costa        | Intermarché-Circus-Wanty | 20 pts                   |                          |
| 8.º                      | Thomas Pidcock           | Ineos Grenadiers         | 14 pts                   |                          |
| 9.º                      | Fabio Jakobsen           | Soudal Quick-Step        | 13 pts                   |                          |
| 10.º                     | João Almeida             | UAE Team Emirates        | 12 pts                   |                          |

### Clasificación de los jóvenes
| Clasificación del mejor joven | Clasificación del mejor joven  | Clasificación del mejor joven | Clasificación del mejor joven | Clasificación del mejor joven |
| Ciclista                      | Ciclista                       | Equipo                        | Tiempo                        |                               |
| ----------------------------- | ------------------------------ | ----------------------------- | ----------------------------- | ----------------------------- |
| 1.º                           | Oscar Onley                    | Team DSM                      | 20 h 01 min 50 s              |                               |
| 2.º                           | Frederik Wandahl               | Bora-Hansgrohe                | + 1 min 17 s                  |                               |
| 3.º                           | Finn Fisher-Black              | UAE Team Emirates             | + 1 min 44 s                  |                               |
| 4.º                           | Mathias Vacek                  | Trek-Segafredo                | + 23 min 50 s                 |                               |
| 5.º                           | Paul Penhoët                   | Groupama-FDJ                  | + 28 min 54 s                 |                               |
| 6.º                           | Lewis Askey                    | Groupama-FDJ                  | + 32 min 06 s                 |                               |
| 7.º                           | Pavel Bittner                  | Team DSM                      | + 35 min 00 s                 |                               |
| 8.º                           | Madis Mihkels                  | Intermarché-Circus-Wanty      | + 36 min 29 s                 |                               |
| 9.º                           | Roel Daan van Sintmaartensdijk | Circus-Re Uz-Technord         | + 40 min 53 s                 |                               |
| 10.º                          | Pedro Silva                    | Glassdrive-Q8-Anicolor        | + 45 min 22 s                 |                               |

### Clasificación por equipos
| Clasificación por equipos | Clasificación por equipos | Clasificación por equipos | Clasificación por equipos |
| Equipo                    | Equipo                    | Tiempo                    |                           |
| ------------------------- | ------------------------- | ------------------------- | ------------------------- |
| 1.º                       | Ineos Grenadiers          | 60 h 01 min 34 s          |                           |
| 2.º                       | Bora-Hansgrohe            | + 4 min 31 s              |                           |
| 3.º                       | Intermarché-Circus-Wanty  | + 8 min 54 s              |                           |
| 4.º                       | EF Education-EasyPost     | + 9 min 24 s              |                           |
| 5.º                       | Trek-Segafredo            | + 12 min 49 s             |                           |
| 6.º                       | Arkéa-Samsic              | + 12 min 50 s             |                           |
| 7.º                       | Soudal Quick-Step         | + 17 min 01 s             |                           |
| 8.º                       | Alpecin-Deceuninck        | + 18 min 29 s             |                           |
| 9.º                       | Groupama-FDJ              | + 21 min 40 s             |                           |
| 10.º                      | UAE Team Emirates         | + 25 min 06 s             |                           |

## Evolución de las clasificaciones
| Etapa                   |                         | Ganador _          | Clasificación general  | Puntos             | Montaña          | Jóvenes          | Equipo                |
| ----------------------- | ----------------------- | ------------------ | ---------------------- | ------------------ | ---------------- | ---------------- | --------------------- |
| 1.ª etapa               | etapa llana             | Alexander Kristoff | Alexander Kristoff     | Alexander Kristoff | António Ferreira | Pavel Bittner    | Trek-Segafredo        |
| 2.ª etapa               | etapa de montaña        | Magnus Cort        | Magnus Cort            | Alexander Kristoff | António Ferreira | Frederik Wandahl | EF Education-EasyPost |
| 3.ª etapa               | etapa llana             | Magnus Cort        | Magnus Cort            | Magnus Cort        | António Ferreira | Frederik Wandahl | EF Education-EasyPost |
| 4.ª etapa               | etapa escarpada         | Thomas Pidcock     | Thomas Pidcock         | Magnus Cort        | Kasper Asgreen   | Oscar Onley      | Ineos Grenadiers      |
| 5.ª etapa               | contrarreloj individual | Stefan Küng        | Daniel Felipe Martínez | Magnus Cort        | Kasper Asgreen   | Oscar Onley      | Ineos Grenadiers      |
| Clasificaciones finales | Clasificaciones finales |                    | Daniel Felipe Martínez | Magnus Cort        | Kasper Asgreen   | Oscar Onley      | Ineos Grenadiers      |

## Ciclistas participantes y posiciones finales
Convenciones:
- AB-N: Abandono en la etapa "N"
- FLT-N: Retiro por arribo fuera del límite de tiempo en la etapa "N"
- NTS-N: No tomó la salida para la etapa "N"
- DES-N: Descalificado o expulsado en la etapa "N"

## UCI World Ranking
La Vuelta al Algarve otorgó puntos para el UCI World Ranking para corredores de los equipos en las categorías UCI WorldTeam, UCI ProTeam y Continental. Las siguientes tablas son el baremo de puntuación y los diez corredores que obtuvieron más puntos:
| Posición              | 1.º | 2.º | 3.º | 4.º | 5.º | 6.º | 7.º | 8.º | 9.º | 10.º | 11.º | 12.º | 13.º | 14.º | 15.º | 16.º-30.º | 31.º-40.º |
| Clasificación general | 200 | 150 | 125 | 100 | 85  | 70  | 60  | 50  | 40  | 35   | 30   | 25   | 20   | 15   | 10   | 5         | 3         |
| Por etapa             | 20  | 15  | 10  | 5   | 3   |     |     |     |     |      |      |      |      |      |      |           |           |
| Líder                 | 5   |     |     |     |     |     |     |     |     |      |      |      |      |      |      |           |           |

| Clasificación |                        |                          |         |       |       |       |
| Posición      | Ciclista               | Equipo                   | General | Etapa | Líder | Total |
| ------------- | ---------------------- | ------------------------ | ------- | ----- | ----- | ----- |
| 1.º           | Daniel Felipe Martínez | INEOS Grenadiers         | 200     | 5     | -     | 205   |
| 2.º           | Filippo Ganna          | INEOS Grenadiers         | 150     | 25    | -     | 175   |
| 3.º           | Ilan Van Wilder        | Soudal Quick-Step        | 125     | 25    | -     | 150   |
| 4.º           | Stefan Küng            | Groupama-FDJ             | 85      | 20    | -     | 105   |
| 5.º           | Tobias Foss            | Jumbo-Visma              | 100     | 3     | -     | 103   |
| 6.º           | Magnus Cort            | EF Education-EasyPost    | 40      | 40    | 10    | 90    |
| 7.º           | João Almeida           | UAE Emirates             | 70      | 15    | -     | 85    |
| 8.º           | Thomas Pidcock         | INEOS Grenadiers         | 60      | 20    | 5     | 85    |
| 9.º           | Bauke Mollema          | Trek-Segafredo           | 50      | -     | -     | 50    |
| 10.º          | Rui Costa              | Intermarché-Circus-Wanty | 35      | 10    | -     | 45    |